# Mohamed Chaker
Pour les articles homonymes, voir Chaker.
Mohamed Chaker (arabe : مَحمد شاكر), né le 31 décembre 1930 à Sfax et mort le 24 novembre 2024, est un avocat et homme politique tunisien.

## Biographie
Il naît le 31 décembre 1930 à Sfax, où il suit ses études primaires et secondaires. Il s'engage durant sa jeunesse dans le mouvement national.
Après des études universitaires de droit à Paris, où il dirige le bureau de l'Union générale des étudiants de Tunisie, il rentre et entame une carrière d'avocat puis intègre la fonction publique comme directeur des affaires régionales et municipales puis chef de cabinet au ministère de l'Intérieur, directeur général de la fonction publique auprès du Premier ministère et enfin directeur de l'Agence tunisienne de coopération technique.
Secrétaire d'État auprès du Premier ministre chargé de la Réforme administrative en 1979, il est ministre de la Justice entre 1980 et 1984, et élu en parallèle à l'Assemblée nationale en 1981. Il sert aussi comme ambassadeur en Algérie et en Yougoslavie et comme maire de sa ville natale de Sfax.

## Vie privée
Il est le fils de Hédi Chaker et le père de Slim Chaker.
Mort le 24 novembre 2024, il est enterré le lendemain au cimetière du Djellaz,.